# Jeon Yeo-been
Jeon Yeo-been (hangul: 전여빈; Gangneung, Gangwon-do, 26 de julio de 1989) es una actriz y modelo surcoreana.

## Biografía
Estudió en el departamento de radiodifusión de la Universidad de Mujeres de Dongduk.

## Carrera
Es miembro de la agencia Management mmm. Previamente formó parte de la agencia J-Wide Company (제이와이드컴퍼니).
Hizo su debut cinematográfico con el largometraje The Treacherous (2015).
En agosto de 2017, se unió al elenco recurrente de la serie Save Me, donde dio vida a Hong So-rin, una periodista encubierta en el culto Goosunwon, que luego se convierte en la mano derecha de Im Sang-mi (Seo Ye-ji).
En 2018 participó en el drama de misterio After My Death, en el que interpretó el personaje de Young-hee, una estudiante de secundaria que lucha por sobrellevar la pérdida de una amiga que se ha suicidado. Este papel la dio a conocer y le valió numerosos premios como actriz revelación. Según declaró, «todos los personajes que he interpretado hasta ahora significan mucho para mí, pero creo que Young-hee de After My Death fue un verdadero punto de inflexión para mí como actriz. Abrió las puertas a muchas grandes oportunidades».
El 10 de marzo de 2018, realizó una aparición invitada en el primer episodio de la serie Live, donde interpretó a Kim Young-ji, la amiga de la oficial Han Jung-oh (Jung Yu-mi).
El 9 de agosto de 2019, se unió al elenco principal de la serie Be Melodramatic (también conocida como Melo Is My Nature) donde dio vida a Lee Eun-jung, una directora de documentales y la única empleada de su empresa, quien sufre de trastorno de estrés postraumático después de la enfermedad y muerte de su novio Hong-dae (Han Joon-woo), hasta el final de la serie, el 28 de septiembre del mismo año.
El 20 de febrero de 2021, se unió al elenco principal de la serie Vincenzo, donde interpretó a Hong Cha-young, una abogada que está dispuesta a hacer cualquier cosa con tal de ganar un caso, hasta el final de la serie el 2 de mayo del miso año.
En 2022 se unirá al elenco principal de la serie Anomalías, donde dará vida a Hong Ji-hyo, una mujer que está en la búsqueda de su novio, quien desapareció durante una noche en un destello de luces desconocidas.
En marzo de 2022 se confirmó que se había unido al elenco principal de la serie Tu tiempo llama, donde interpretará a Han Jun-hee quien después de experimentar un desiz en el tiempo entra en el cuerpo de Kwon Min-joo quien vive en el año 1998. La serie es el remake de la serie taiwanesa Some Day or One Day y se espera sea estrenada en 2023.
En abril del mismo año, se anunció que estaba en pláticas para unirse al elenco de la película Harbin.

## Filmografía

### Series de televisión
| Año  | Título          | Personaje                   | Canal   | Notas                    | Ref.                 |
| ---- | --------------- | --------------------------- | ------- | ------------------------ | -------------------- |
| 2017 | Save Me         | Hong So-rin                 | OCN     |                          |                      |
| 2018 | Live            | Kim Young-ji                | tvN     | Invitada, ep. 1          |                      |
| 2019 | Be Melodramatic | Lee Eun-jung                | JTBC    | 16 episodios             | [ 14 ] [ 15 ] [ 16 ] |
| 2021 | Vincenzo        | Hong Cha-young              | tvN     | 20 episodios             |                      |
| 2022 | Anomalías       | Hong Ji-hyo                 | Netflix | Serie web - 10 episodios | [ 17 ]               |
| 2023 | Tu tiempo llama | Han Joon-hee / Kwon Min-joo | Netflix | Serie web                | [ 18 ] [ 19 ]        |
| 2025 | Our Movie       | Lee Da-eum                  | SBS     |                          | [ 20 ] [ 21 ] [ 22 ] |

### Películas
| Año  | Título                                    | Personaje                     | Notas                                                                               | Ref.                 |
| ---- | ----------------------------------------- | ----------------------------- | ----------------------------------------------------------------------------------- | -------------------- |
| 2015 | The Best Director                         | —                             | Cortometraje                                                                        |                      |
| 2015 | The Treacherous                           | Mujer en la Lectura de Rostro | junto a Ju Ji-hoon y Kim Kang-woo                                                   |                      |
| 2016 | The Age of Shadows                        | Kisaeng #4                    | junto a Song Kang-ho, Gong Yoo, Han Ji-min y Uhm Tae-goo                            |                      |
| 2016 | Beaten Black and Blue (Great Patrioteers) | Tiffany                       | junto a Myung Gye-nam, Koo Kyo-hwan, Park Myung-shin y Ham Sung-min                 |                      |
| 2017 | Ride Together (동승)                      | Mujer                         | junto a Kim Kyung-nam y Kim Ji-soo                                                  |                      |
| 2017 | Write or Dance                            | Yeo-been                      | junto a Choi Si-hyung, Chae Seo-jin, Yozoh, Yoo I-deun y Jeon So-nee                | [ 23 ]               |
| 2017 | The Running Actress - "The Best Director" | Lee Seo-yeong                 | junto a Yoon Sang-hwa, Lee Seung-yeon, Seo Hyo-seung y Na Kyung-chan                |                      |
| 2017 | After My Death                            | Young-hee                     | junto a Seo Young-hwa, Ko Won-hee y Jeon So-nee                                     | [ 4 ]                |
| 2017 | Merry Christmas Mr. Mo                    | Ja-yeong                      | junto a Gi Ju-bong, Oh Jung-hwan y Ko Won-hee                                       |                      |
| 2018 | Illang: The Wolf Brigade                  | Modelo de Cosméticos          | junto a Gang Dong-won, Han Hyo-joo, Jung Woo-sung y Shin Eun-soo                    |                      |
| 2019 | Forbidden Dream                           | Sa-im                         | junto a Choi Min-sik, Han Suk-kyu, Shin Goo, Kim Hong-pa, Heo Joon-ho y Kim Tae-woo |                      |
| 2020 | Secret Zoo                                | Kim Hae-kyung                 | junto a Ahn Jae-hong, Kim Sung-oh, Kang So-ra, Park Yeong-gyu y Jang Won-hyung      | [ 24 ] [ 25 ] [ 26 ] |
| 2021 | Noche en el paraíso                       | Jae-yun                       | junto a Uhm Tae-goo, Cha Seung-won, Lee Ki-young, Park Ho-san y Jo Dong-in          |                      |
| 2024 | Harbin                                    | Señora Gong                   | junto a Hyun Bin, Park Jung-min, Jo Woo-jin y Yoo Jae-myung                         | [ 27 ]               |
| —    | Spiderweb                                 | Shin Mi-do                    | —                                                                                   | [ 28 ] [ 29 ]        |

### Programas de variedades
| Año  | Título                          | Función  | Notas      |
| ---- | ------------------------------- | -------- | ---------- |
| 2018 | Movie Room Season 1 (방구석1열) | Invitada | Ep. 17     |
| 2020 | Knowing Bros (Ask Us Anything)  | Invitada | Ep. 213    |
| 2020 | Running Man                     | Invitada | Ep. 484-48 |

### Programas de radio
| Año  | Título                     | Cadena      | Notas                         |
| ---- | -------------------------- | ----------- | ----------------------------- |
| 2020 | Choi Hwa Jung’s Power Time | SBS PowerFM | invitada - junto a Kang So-ra |

### Anuncios
| Año  | Título                            | Notas |
| ---- | --------------------------------- | ----- |
| 2017 | Emart                             |       |
| 2017 | SK Telecom                        |       |
| 2017 | Yuhan - Kimberly                  |       |
| 2017 | Grupo Samsung - Samsung Galaxy S8 |       |

### Revistas / sesiones fotográficas
| Año  | Título      | Notas  |
| ---- | ----------- | ------ |
| 2021 | GQ Magazine | [ 31 ] |

## Apariciones en videos musicales
| Año  | Artista(s)         | Canción                       | Notas         |
| ---- | ------------------ | ----------------------------- | ------------- |
| 2015 | Brown Eyed Soul    | "Home"                        |               |
| 2015 | Zico ft. Suran     | "Pride And Prejudice"         |               |
| 2016 | Lee Seung-hwan     | "Just Goodbye" (그저 다 안녕) |               |
| 2017 | Dalmoon            | "Coming of Age"               |               |
| 2021 | MSG Wannabe’s JSDK | "Only You"                    | [ 32 ] [ 33 ] |

## Revistas / sesiones fotográficas
| Año  | Título           | Notas                    |
| ---- | ---------------- | ------------------------ |
| 2020 | Esquire Magazine | (publicación de febrero) |

## Premios y nominaciones
| Año  | Premios                                | Categoría                        | Trabajo             | Resultado | Ref.          |
| ---- | -------------------------------------- | -------------------------------- | ------------------- | --------- | ------------- |
| 2017 | Seoul Independent Film Festival        | Estrella independiente           | After My Death      | Ganadora  | [ 35 ]        |
| 2017 | 22.º Busan International Film Festival | Actriz del año                   | After My Death      | Ganadora  |               |
| 2018 | Marie Claire Film Festival             | Mejor actriz revelación          | Write or Dance      | Ganadora  |               |
| 2018 | Korea Best Star Awards                 | Mejor actriz revelación          | After My Death      | Ganadora  | [ 36 ]        |
| 2018 | 39th Blue Dragon Film Awards           | Mejor actriz revelación          | After My Death      | Nominada  | [ 37 ]        |
| 2018 | 19th Busan Film Critics Awards         | Mejor actriz revelación          | After My Death      | Ganadora  |               |
| 2019 | 28th Buil Film Awards                  | Mejor actriz revelación          | After My Death      | Ganadora  | [ 38 ]        |
| 2019 | 24th Chunsa Film Art Awards            | Mejor actriz revelación          | After My Death      | Ganadora  | [ 39 ]        |
| 2019 | 6th Wildflower Film Awards             | Mejor actriz revelación          | After My Death      | Nominada  |               |
| 2019 | 55th Baeksang Arts Awards              | Mejor actriz revelación          | After My Death      | Nominada  | [ 40 ]        |
| 2020 | 56th Grand Bell Awards                 | Mejor actriz revelación          | After My Death      | Ganadora  | [ 41 ]        |
| 2020 | 56th Baeksang Arts Awards              | Mejor actriz revelación (TV)     | Be Melodramatic     | Nominada  | [ 42 ] [ 43 ] |
| 2021 | 42nd Blue Dragon Film Awards           | Mejor actriz (cine)              | Noche en el paraíso | Nominada  | [ 44 ]        |
| 2021 | 42nd Blue Dragon Film Awards           | Estrella popular                 | —                   | Ganadora  | [ 45 ] [ 46 ] |
| 2021 | 2021 Asia Artist Awards                | Mejor actriz                     | —                   | Ganadora  | [ 47 ]        |
| 2021 | Seoul International Drama Awards       | Mejor actriz coreana             | Vincenzo            | Nominada  | [ 48 ]        |
| 2022 | APAN Star Awards                       | Mejor pareja (con Song Joong-ki) | Vincenzo            | Nominados | [ 49 ]        |
| 2023 | Director's Cut Awards                  | Mejor actriz de televisión       | Anomalías           | Nominada  | [ 50 ]        |